# Château de Montaigut
Ne pas confondre avec le château de Montégut-en-Couserans, dans l'Ariège
Pour les articles homonymes, voir Montaigut.
Le château de Montaigut est un château fort dominant le Rougier de Camarès et dépendant de la commune de Gissac, en Aveyron.

## Historique
Les premières traces du château de Montaigut datent du Xe siècle. Édifié sur un éperon rocheux dominant la vallée du Dourdou de Camarès, le château est bâti sur une nécropole du Haut Moyen Âge. Il s'agissait à cette époque d'une simple tour de garde qui défendait la ville de Saint-Affrique contre les attaques venues du sud. 
Le château de Montaigut est agrandi et transformé au XVe siècle par la famille de Blanc, qui en fait sa résidence.
Puis au XVIIe siècle, son nouveau propriétaire, le bourgeois de Rouvelet, le restaure en plâtrant l'intégralité des murs intérieurs, son système de défense est démantelé et un toit en lauzes est ajouté.
Au XIXe siècle, le château est utilisé par les paysans et agriculteurs des alentours. Il est abandonné à partir des années 1920 et tombe en ruine (le mobilier et les pierres sont récupérés pour être réutilisés).
L'association des Amis du château de Montaigut, qui devient propriétaire du lieu en 1968, entreprend une vaste opération de restauration. Le château sera définitivement sauvé en 1989.
Il est inscrit à l'inventaire des monuments historiques par arrêté du 1er juin 1987.

## Architecture
L'accès se fait par un chemin longeant le château et son mur d'enceinte. Dans la cour sont visibles les écuries du XVe siècle et la forge ajoutée au XIXe siècle. Les échauguettes datent du XVe siècle comme les  cheminées gothiques, les voûtes et les portes en accolade.
Le château présente de belles salles voûtées desservies par un escalier à vis, un cellier avec une citerne taillée dans le roc, une salle des gardes et sa prison, des chambres, une cuisine… On peut aussi y admirer des gypseries datant du XVIIe siècle.
Aujourd'hui le château est devenu un centre permanent d'animations culturelles.

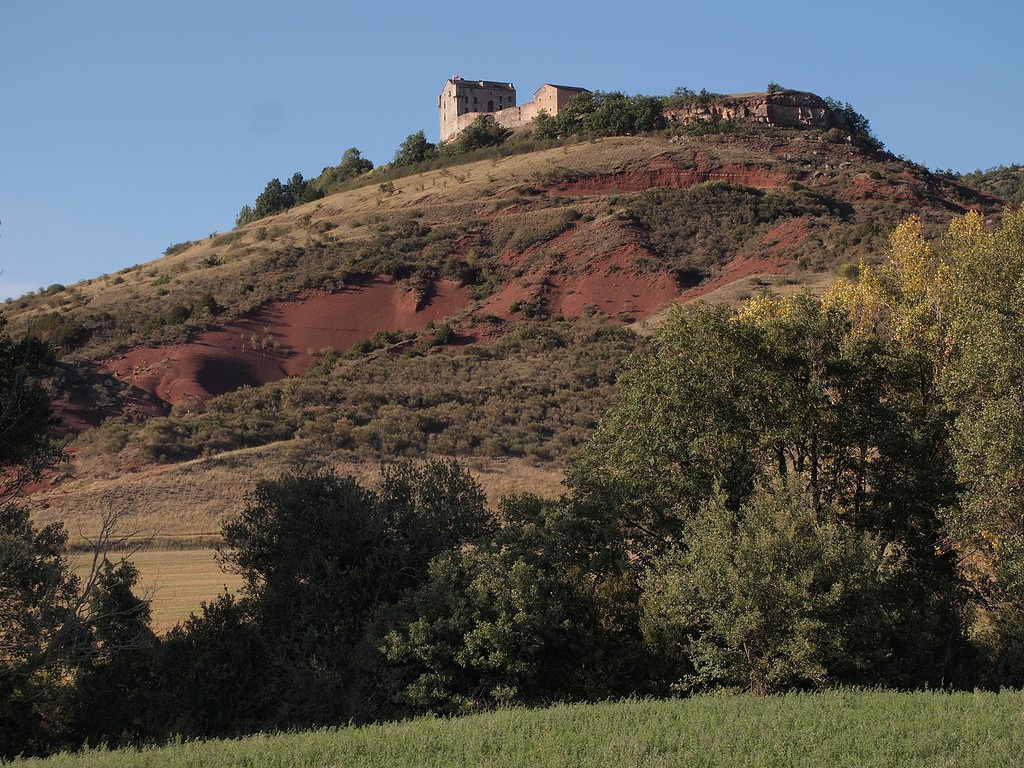
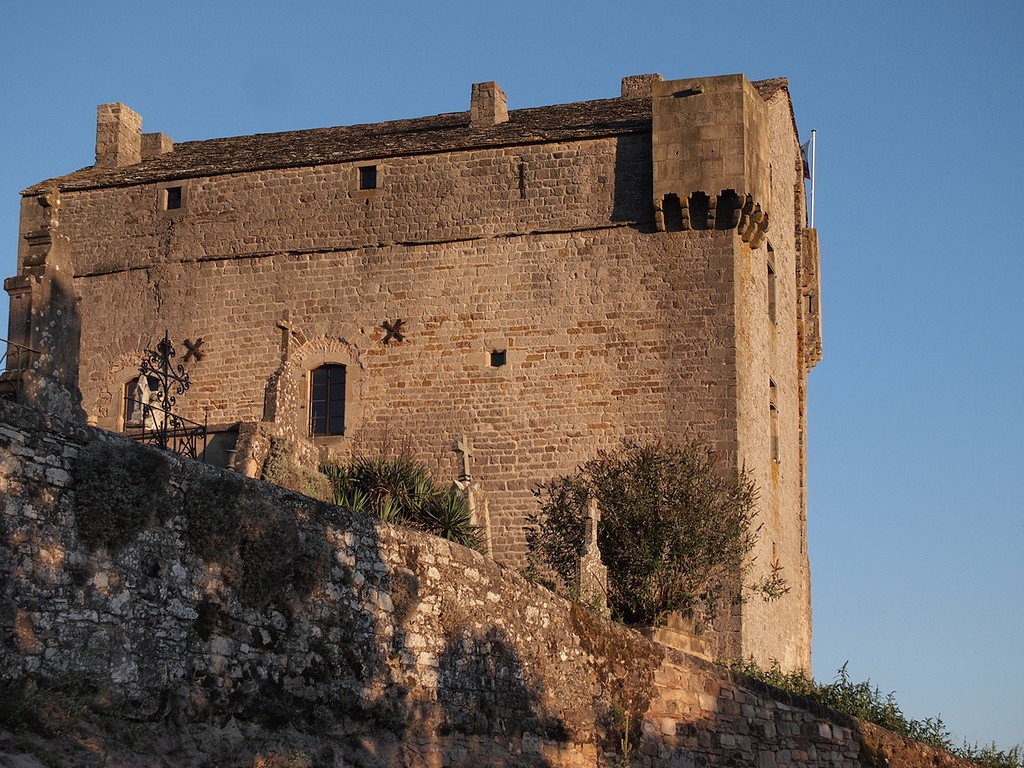
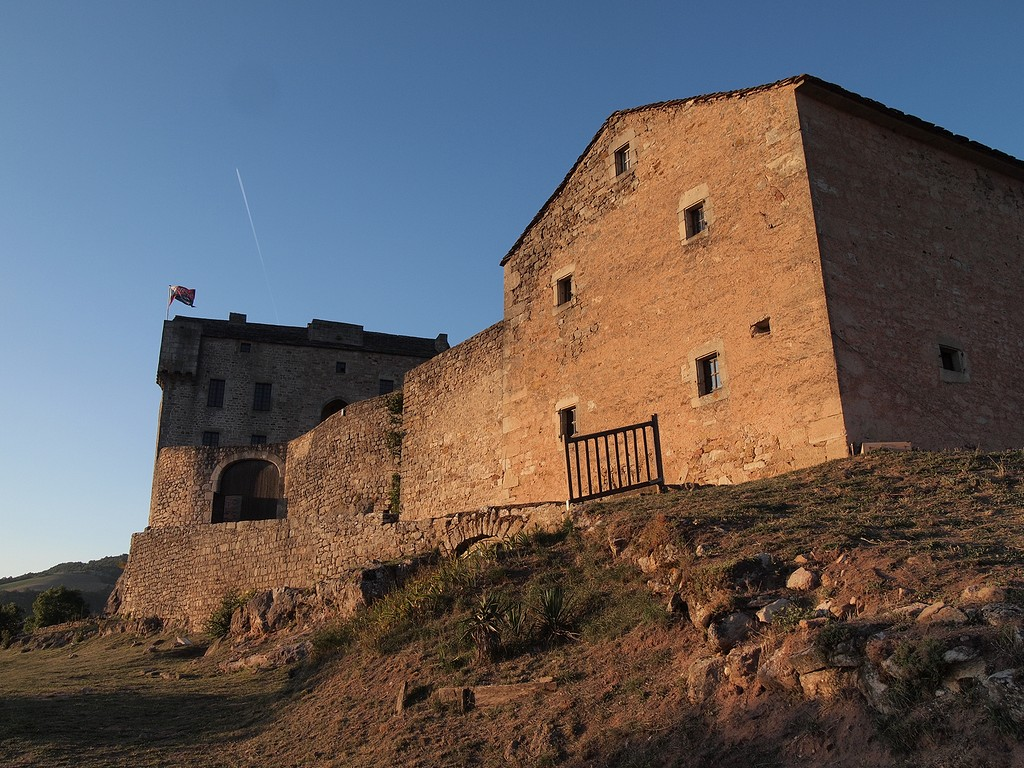
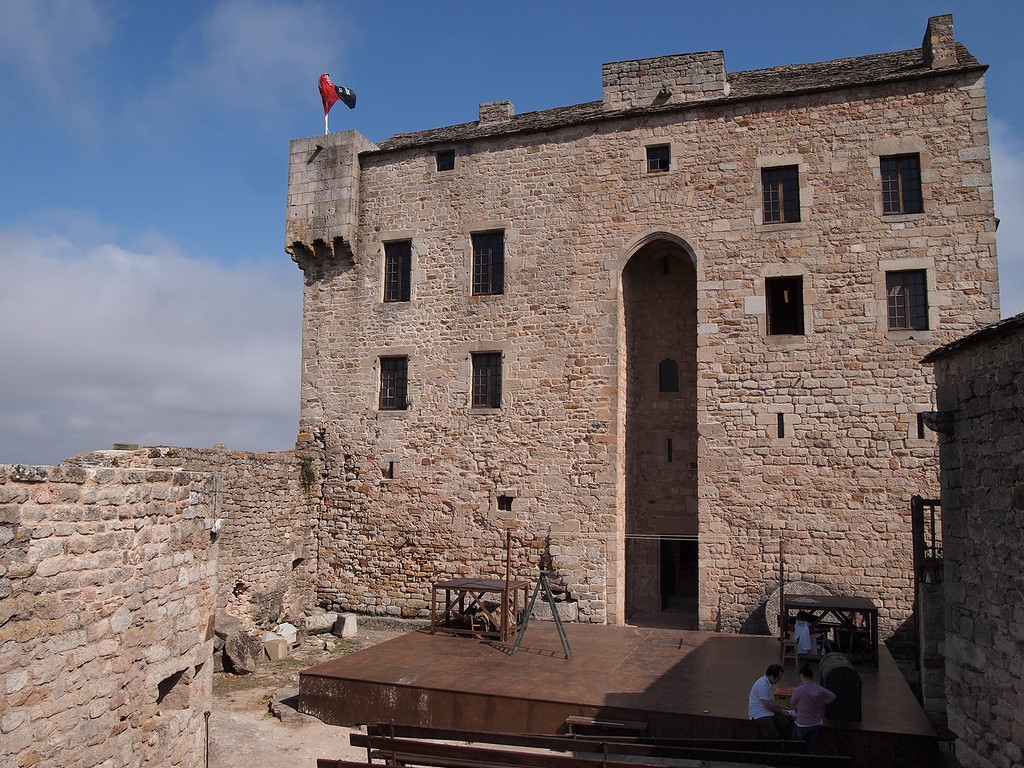